# Тайванський улун
Тайванський улун (кит.烏龍茶, палл. улунча) — сорт чаю групи улун, який вирощують на Тайвані та в Китаї. Інші назви:
- Улун «Формоза» або Формозький улун, від застарілої західної назви острова Тайвань — «Формоза».
- Пенфен — сильно ферментований тайванський улун з особливим пряним смаком. Настій при заварюванні має золотистий колір, через що його порівнюють із шампанським.[1]

## Історія
Найраніші дані про чайні плантації Тайваню датуються 1717 роком. Відомості містяться в Лянь Ши Ша (水沙连), сучасна назва — Yuchi (鱼池), і Puli (埔里). Згідно з даними Лянь Хена (连横), наприкінці XVIII століття Ke Чао (柯朝) привіз чайні кущі з провінції Фуцзянь до Тайваню і посадив їх у Джі Ю Кенге (栉鱼坑) (нині це місце відомо, як Тайбей). Тим не менш, історичний запис вказує на те, що чайний бізнес в Тайбей почався ще наприкінці 18 століття. Таким чином, можна вважати, що чай почав культивуватися в Тайвані понад два століття тому.
У 1855 році Лінь Фен Чі (林凤池) привіз чайні кущі Чін Сін О Лог (青心乌龙) із провінції Фуцзянь і посадив їх на Тайвані. Так виник «Улун Дун Дін».
У 1869 році англійський торговець Джон Додд привіз із Китаю до Нью-Йорка «чай із Формози», вирощений та оброблений на фабриці «Ваньхуа». Це і був формозький улун, а точніше сорт «Східна красуня». Чай одразу здобув високу популярність в американських багатіїв і був завдяки цьому вигідно та швидко проданий. Після такої події багато купців і торговців стали привозити цей улун із Тайваню. Під час Другої світової війни, коли острів був окупований японцями, продукція експортувалася до Японії.

## Технологія виготовлення
Формозький улун — середньо ферментований чай зі скрученим листям. У його ароматі можна відчути фруктово-медові ноти. Його виготовляють вручну із бруньок та верхніх листків чайного куща, тому якість цього чаю вважається найвищою.
Час збирання кожного сорту чаю обмежений. Так деякі сорти повинні збиратися лише влітку, тому що саме в цей період веде активну життєдіяльність зеленокрила цикада, яка вилуплюється з личинки та харчується соком пагонів чайної рослини. Після цих укусів сік запікається на поверхні верхнього листя — це надає улуну свого специфічного аромату.
Найкращі різновиди формозького улуну виробляються з чайного куща «Да Пан із зеленою серцевиною». Його нижня листова частина щільно покривається білими ворсинками (т.н. «Улун із білими ворсинками»).

## Лікувальні властивості
Улун «Формоза» — це корисний та розслаблюючий чай. Улуни частково ферментуються і залишаються, переважно, у своєму природному стані. Чайне листя містить антиоксиданти та поліфеноли, різні хімічні елементи (марганець, залізо, фосфор, кальцій, цинк магній, йод, селен) та вітаміни (С, D, E, B1, B3, B12). Поєднання антиоксидантів та кофеїну покращує та прискорює обмін речовин.

## Спосіб приготування
Гарячий чай найкраще заварювати не окропом, а гарячою водою. Коли листя добре просочиться, воду зливають. Потім за одну хвилину чай заварюється знову: тепер він готовий до вживання.
У холодний чай кладуть приблизно шість чайних ложок чаю в термостійкий глечик. Заливають чотирма склянками свіжої кип'яченої води. Витримують 5 хвилин, а потім доливають холодної води. У такий напій часто кладуть лід.